# Gaulthérie couchée
Gaultheria procumbens
Espèce
Classification phylogénétique
La gaulthérie couchée, appelée aussi thé des bois  ou pomme de terre (acadianisme) ou thé rouge à Saint-Pierre-et-Miquelon (Gaultheria procumbens, du nom du botaniste Jean François Gauthier), est une espèce de plante à fleurs de la famille des Ericaceae et du genre Gaultheria qui croît dans les forêts du Canada et de l’Est des États-Unis.

## Description

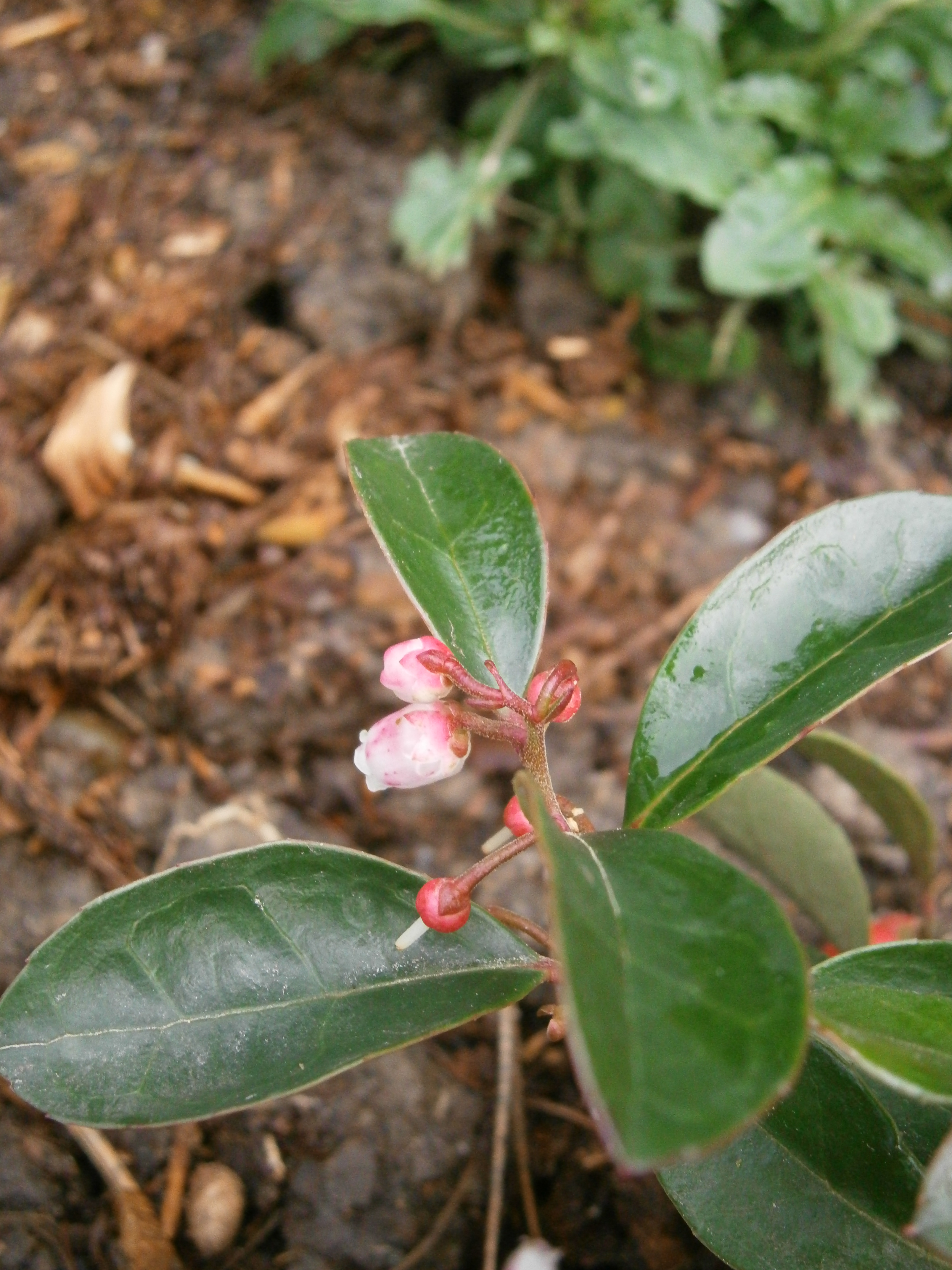
Fleurs de la gaulthérie couchée.

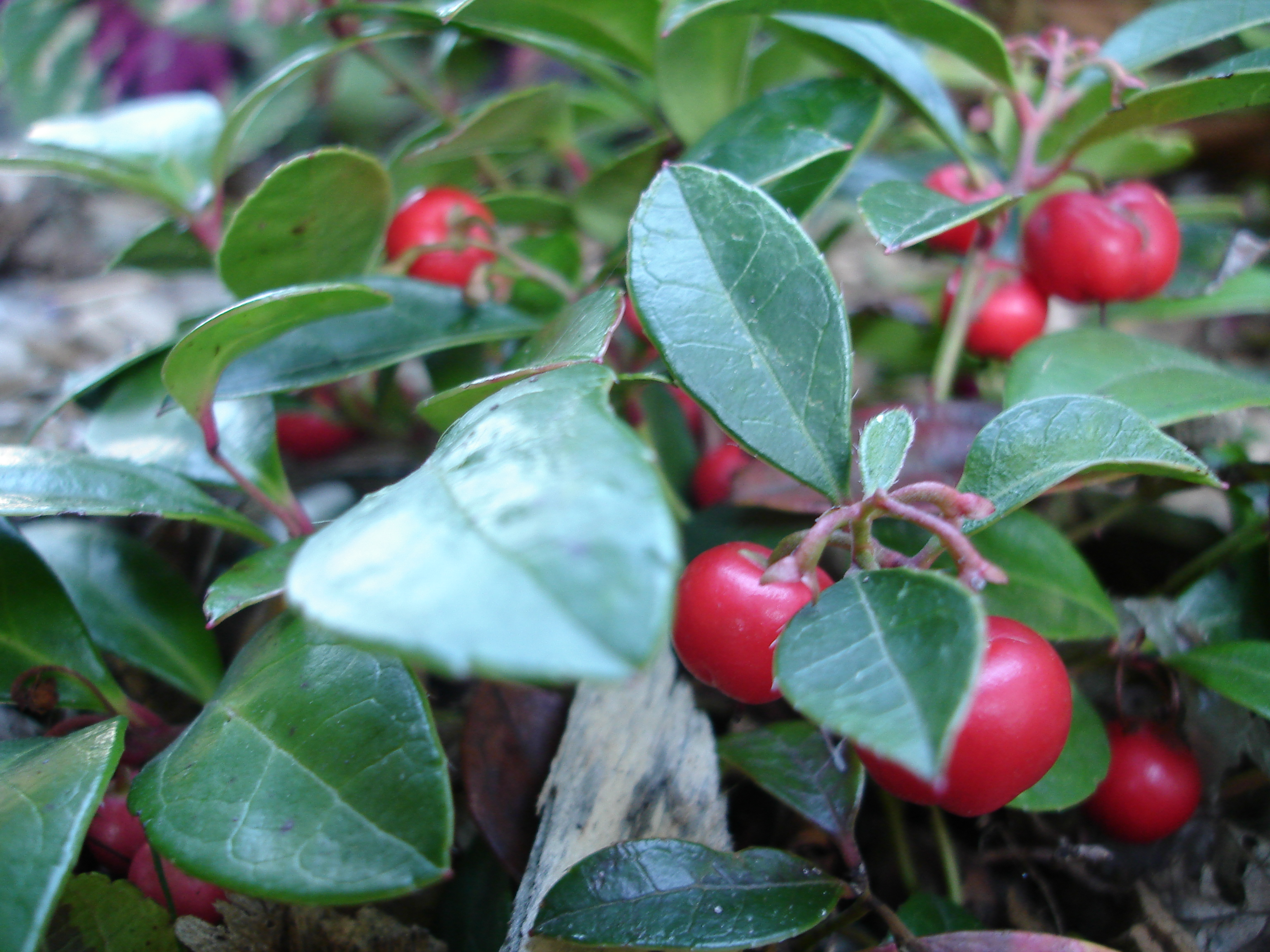
Fruits de la gaulthérie couchée.

C'est une plante herbacée ressemblant à un petit arbuste de moins de 15 cm. Il possède une tige souterraine qui se transforme en rameaux aériens. La feuille est lancéolée, 3 à 5 cm, simple, alterne, épaisse, vert lustré foncé.
L'espèce est monoïque. Ses fleurs estivales blanches à rose pâle situées à la base des feuilles sont généralement solitaires en forme de petites cloches. Elles donnent d'octobre à mars des baies rouge écarlate sur les pieds femelles.

## Répartition et habitat
L'espèce est originaire d'Amérique du Nord. Elle est commune au Québec et dans les Provinces maritimes. On la trouve aussi à Saint-Pierre-et-Miquelon.
Cette plante croît dans les sols secs et acides : pinèdes, coteaux sablonneux, forêts mixtes et résineuses.

## Utilisation
Les fruits de G. procumbens, le thé des bois, sont comestibles, avec un goût de wintergreen (en) légèrement sucré (lié à sa teneur en Salicylate de méthyle), similaire au goût des espèces de menthes Mentha piperita (menthe poivrée) et Mentha spicata (menthe verte), bien que G. procumbens ne soit pas une vraie menthe. Les feuilles et les branches font une bonne infusion, une fois séchées puis infusées dans de l'eau chaude. Pour extraire un volume signifiant d'huile essentielle des feuilles, il est nécessaire de les faire fermenter au moins trois jours.
En médecine populaire, la G. procumbens était utilisée à Saint-Pierre-et-Miquelon pour calmer les douleurs rhumatismales, sur la base de « traditions ancestrales apportées de leurs provinces par les Bretons, les Normands et les Basques qui s'installèrent dans cet archipel de l'Amérique Nord et enrichies par les apports d'Acadiens transplantés aux hasards de leurs dérangements ».
L'extrait de ses fruits peut être utilisé pour parfumer thés, bonbons, médicaments et chewing-gums. Les fruits sont aussi utilisés pour parfumer la crème glacée dans les régions où cette plante pousse.

## Culture
En forêt jardinée, en verger potager forestier, en lisière forestière, en bande riveraine, en trouée forestière, en couvre-sol. Fruits comestibles. Les feuilles sont utilisées en herboristerie traditionnelle.

### Entretien
Effectuer les semis en automne avec les graines fraîches, après les avoir débarrassées de la pulpe qui les entoure. Les semer dans du sable fin et les mettre sous un châssis froid.

### Multiplication
Les bouturages se pratiquent en juillet ou août. Il faut procéder à un bouturage à talon.